# Pteromalus fuscipennis
Pteromalus fuscipennis är en stekelart som först beskrevs av Walker 1834.  Pteromalus fuscipennis ingår i släktet Pteromalus och familjen puppglanssteklar. Arten är reproducerande i Sverige. Inga underarter finns listade i Catalogue of Life.